# Franco Mancini
Franco Mancini (Città di Castello, 17 luglio 1948 – Città di Castello, 24 settembre 2006) è stato un calciatore e allenatore di calcio italiano, di ruolo portiere.

## Biografia
Era noto col soprannome di Coreano per il particolare taglio degli occhi.
Al termine della carriera sportiva svolse la libera professione del geometra. Morì nel 2006, all'età di 58 anni, a causa di un infarto.

## Caratteristiche tecniche
Era un portiere di estrema freddezza, molto agile e prodigo di interventi spettacolari.

## Carriera

### Giocatore
Mosse i primi passi calcistici nel Città di Castello, in Serie D.
Acquistato dalla Lucchese, rimase due anni in Toscana in qualità di portiere titolare confermandosi inamovibile numero uno anche nelle due successive stagioni nel Bari, malgrado la retrocessione in Serie C della squadra pugliese nel campionato 1973-1974.
Risale alla stagione 1975-1976 il suo debutto in Serie A, nello specifico il 5 ottobre 1975 contro il Torino, nelle file del Bologna che lo aveva acquistato per 250 milioni di lire cedendo ai baresi anche la proprietà del portiere Antonino Elefante. Anche in rossoblù l'estremo difensore umbro si confermò titolare indiscusso, costringendo alla panchina Amos Adani.
Nel campionato 1978-1979 cedette il posto a Maurizio Memo, tornando in Umbria dopo una presenza in Coppa Italia con i felsinei per concludere la carriera con una lunga permanenza nel Perugia, facendo da riserva a Nello Malizia.
In carriera totalizzò complessivamente 104 presenze in Serie A e 41 in Serie B.

### Dopo il ritiro
Una volta conclusa l'attività agonistica ricoprì dapprima il ruolo di preparatore dei portieri del Perugia e poi quello di allenatore del Città di Castello, società quest'ultima di cui fu anche responsabile del settore giovanile.

## Palmarès

### Giocatore
- Campionato italiano Serie D: 1

Città di Castello: 1966-1967 (girone C)